# Oxycoryphe glabrum
Oxycoryphe glabrum är en stekelart som beskrevs av T.C. Narendran 1989. Oxycoryphe glabrum ingår i släktet Oxycoryphe och familjen bredlårsteklar.
Artens utbredningsområde är:
- Singapore.
- Filippinerna.

Inga underarter finns listade i Catalogue of Life.